# Cuculus solitarius
Il cuculo pettorosso (Cuculus solitarius Stephens, 1815) è un uccello della famiglia Cuculidae.

## Distribuzione e habitat
Questo uccello vive in tutta l'Africa a sud del Sahara. È di passo in Mali, Somalia e Namibia.

## Tassonomia
Cuculus solitarius non ha sottospecie, è monotipico.